# Siège de Varsovie (1939)
Pour les articles homonymes, voir Siège de Varsovie.
Notes
25 000 civils tués, 50 000 blessés
Batailles
Campagne de Pologne :
- Ultimatum allemand
- Ordre de bataille
- Opération Himmler
- Plan Pékin
- Plan Worek
- Baie de Dantzig
- Défense de la poste centrale de Dantzig
- Westerplatte
- Grudziądz
- Mokra
- Węgierska Górka
- Krojanty
- Forêt de Tuchola
- Borowa Góra
- Wizna
- La Bzura
- Hel
- Jarosław
- Brest-Litovsk
- Tête de pont roumaine
- Invasion soviétique
- Lwów
- Modlin
- Tomaszów Lubelski
- Grodno
- Krasnobród
- Wilno
- Varsovie
- Szack
- Wytyczno
- Kock

La bataille de Varsovie pendant la Seconde Guerre mondiale oppose l'Armée « Varsovie » polonaise et la population civile de Varsovie aux forces allemandes : la 3e armée et la 4e armée de la Heer et les Luftflotte 1 et Luftflotte 4 de la Luftwaffe. L'attaque allemande débute par un grand bombardement aérien dès le premier jour de la guerre, le 1er septembre 1939. La capitale polonaise est bombardée comme soixante-quatre autres villes polonaises. L’agresseur ne vise pas que les infrastructures stratégiques militaires, mais il s’attaque aussi aux habitations.
Les combats terrestres commencent le 8 septembre quand la 4e Panzerdivision de blindés allemands arrive dans les faubourgs ouest de Wola et Ochota et tente, sans succès, le premier assaut de la capitale. Malgré les émissions de la radio allemande annonçant la capture de Varsovie, l'attaque est arrêtée. La ville gagne un peu de répit parce qu'à ce moment même s'engage une contre-offensive polonaise sur la Bzura. Cependant, le 15 septembre, la ville est entièrement encerclée et Varsovie est mise en état de siège. Ce dernier dure jusqu'au 28 septembre, date de la capitulation de la garnison polonaise, après une résistance aussi héroïque que désespérée[non neutre].

## L'encerclement de Varsovie

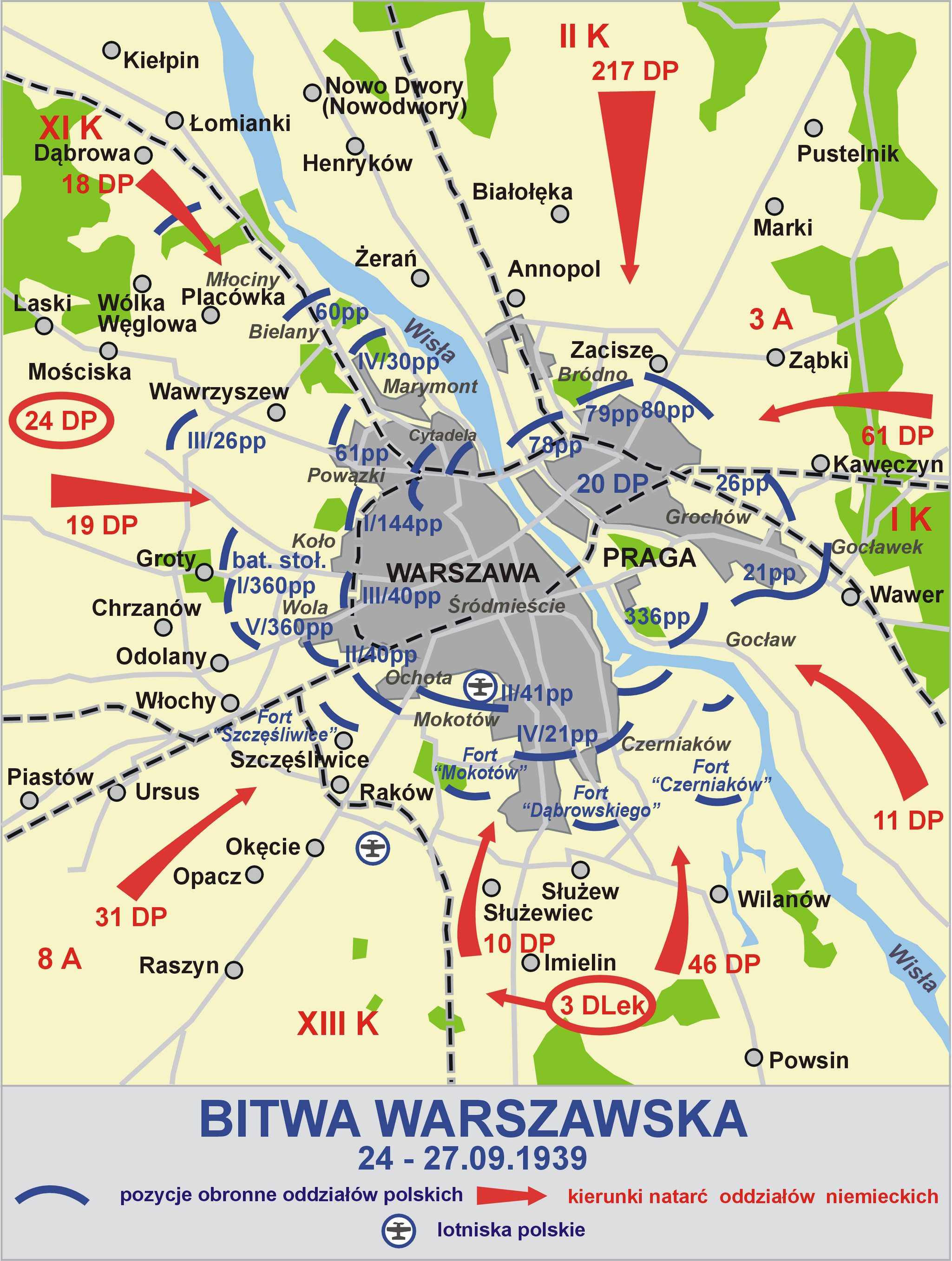
Théâtre des opérations, 24-27 septembre 1939.

Le général Juliusz Rómmel dirige la défense de la ville depuis le 8 septembre à la tête de l'Armée « Varsovie ». Elle rassemble à peine dix-sept bataillons d’infanterie et une quarantaine de chars légers. De son côté, Stefan Starzyński, le maire de Varsovie et commissaire civil au commandement de la défense de Varsovie, forme une garde civique de 5 000 hommes qui n'ont pas l'âge d'être mobilisés. 
Les Allemands tentent d'obtenir la capitulation de la ville avant le 16 septembre, puisque Hitler demande que Varsovie soit prise avant l'intervention militaire de son alliée soviétique à l'est de la Pologne. Dès le 14 septembre, quatre divisions de la 3e armée allemande du général Georg von Küchler attaquent la capitale par le faubourg de Praga, sur la rive Est de la Vistule. Mais cette attaque est repoussée. 
Devant ce premier échec, Gerd von Rundstedt déploie de nouvelles forces pour la prise de Varsovie : 13e corps armée, 10e corps d'armée, artillerie des 10e armée et 14e armée, génie de la 10e armée. Cependant, la résistance de la forteresse de Modlin défendue par le général Wiktor Thommée située au confluent du Narew et de la Vistule (au nord-ouest de la capitale) bloque les regroupements des forces allemandes qui avancent très lentement.

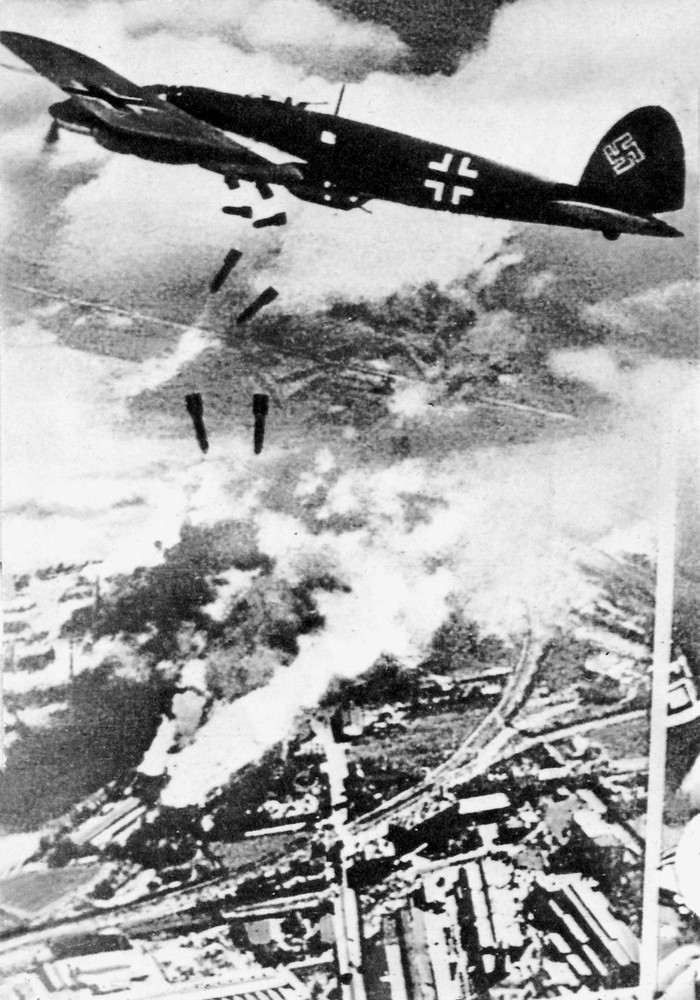
Bombardement de Varsovie en septembre 1939.

Pendant ce temps, la ville est bombardée sans répit par l'artillerie comme par l'aviation. Le 17 septembre 1939, après l'agression de l'URSS contre la Pologne, Adolf Hitler donne un ordre personnel de bombarder le château royal de Varsovie pour forcer la capitale polonaise à se rendre.
Le 19 septembre le général Johannes Blaskowitz donne l'ordre de l'attaque finale. Cinq divisions d'infanterie allemandes doivent conquérir la ceinture externe de la ville et ses forts. Mais les Allemands sont très gênés dans leurs préparatifs par les sorties polonaises, qui sont cependant coûteuses pour les assiégés. 
La défaite de l'armée polonaise à la bataille de la Bzura le 22 septembre, malgré un premier succès de sa contre-offensive, fait affluer à Varsovie de nouvelles troupes provenant des débris d'armées polonaises encerclées à l'ouest de la capitale.
Malgré ses effectifs imposants, von Rundstedt décide de prendre la ville par la famine et les bombardements et propose de détruire la ville avec des bombes incendiaires.

## L'intensification des bombardements de la Luftwaffe
Le 21 septembre, les Allemands autorisent 300 diplomates et journalistes étrangers à quitter la ville. Puis les bombardements reprennent.
Néanmoins, les progrès allemands sont faibles dans la ville. Les Polonais luttent pied à pied, mais ils commencent à manquer de tout (eau, vivres et munitions).
Le 25 septembre, 600 bombardiers pilonnent la ville pendant onze heures. Un raid aérien largue 486 tonnes de bombes explosives sur la ville.
Le 26 septembre les Polonais repoussent un nouvel assaut allemand, mais ils n'ont plus de ressources.
Le 27 septembre, Rómmel envoie un émissaire pour engager des pourparlers pour un armistice. Le 28 septembre à 13 h 15, les Polonais capitulent. Le 1er octobre l'armée allemande fait son entrée à Varsovie.

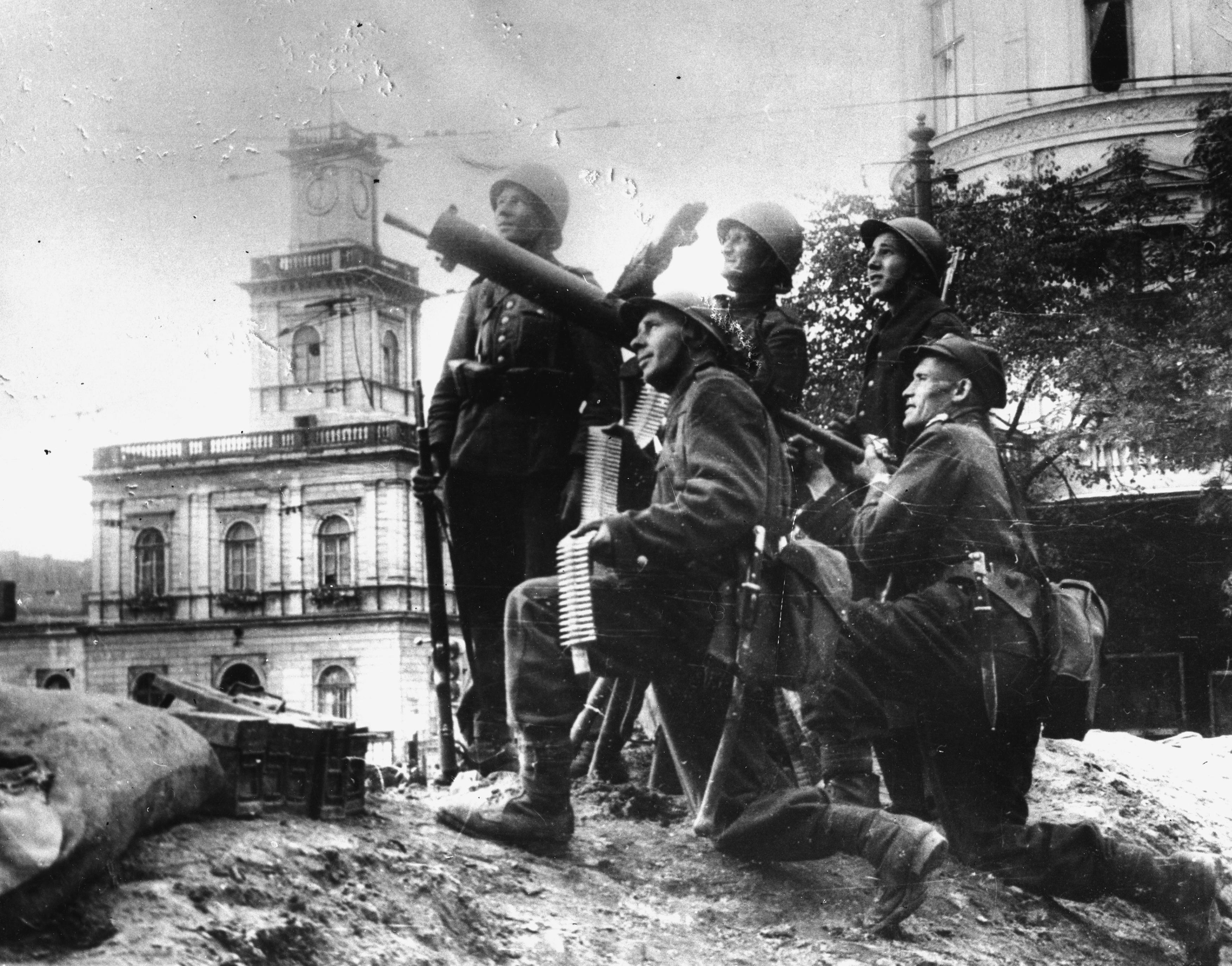
Unité anti-aérienne polonaise début septembre 1939.
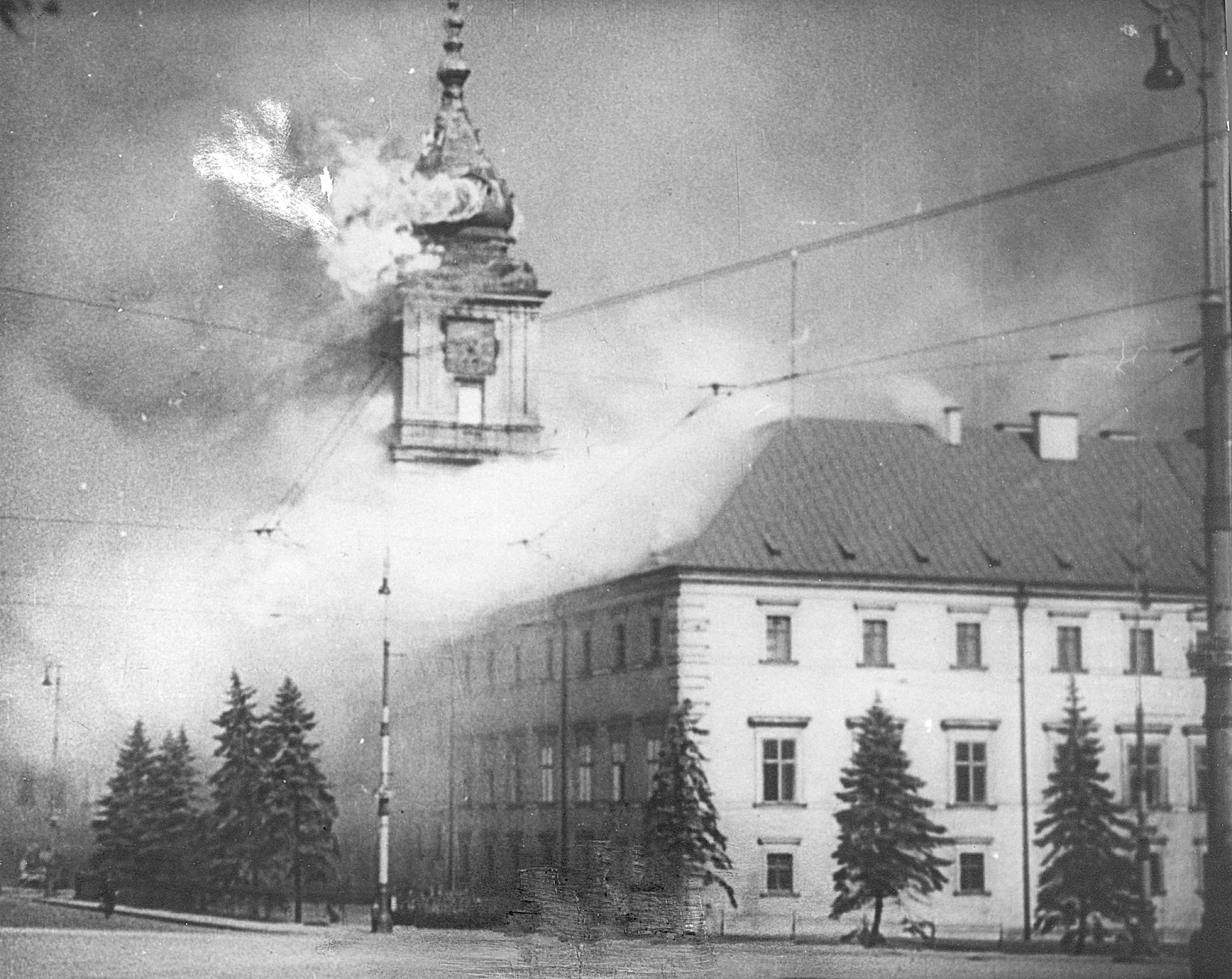
Le château royal de Varsovie touché le 17.
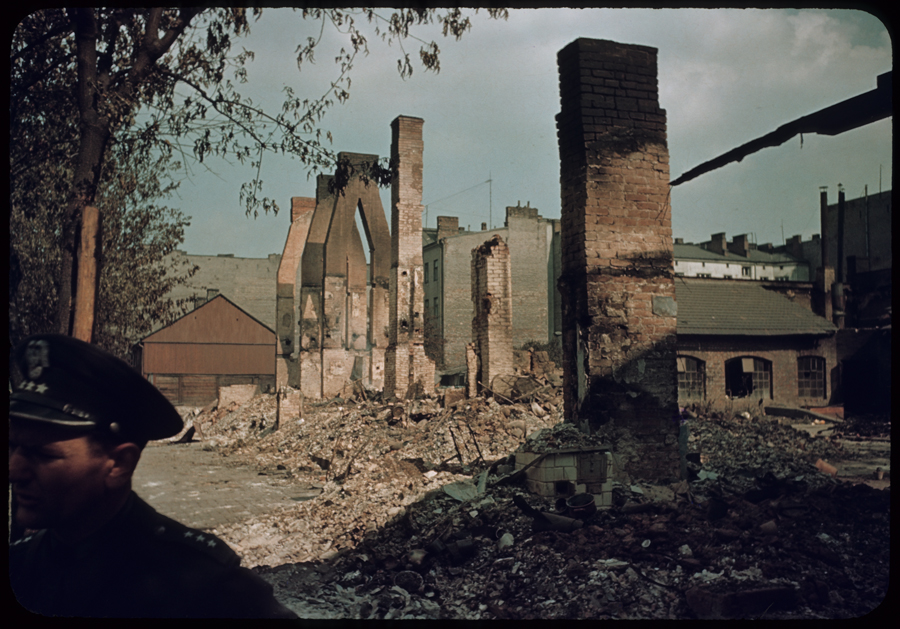
Le quartier de Praga après le bombardement allemand.
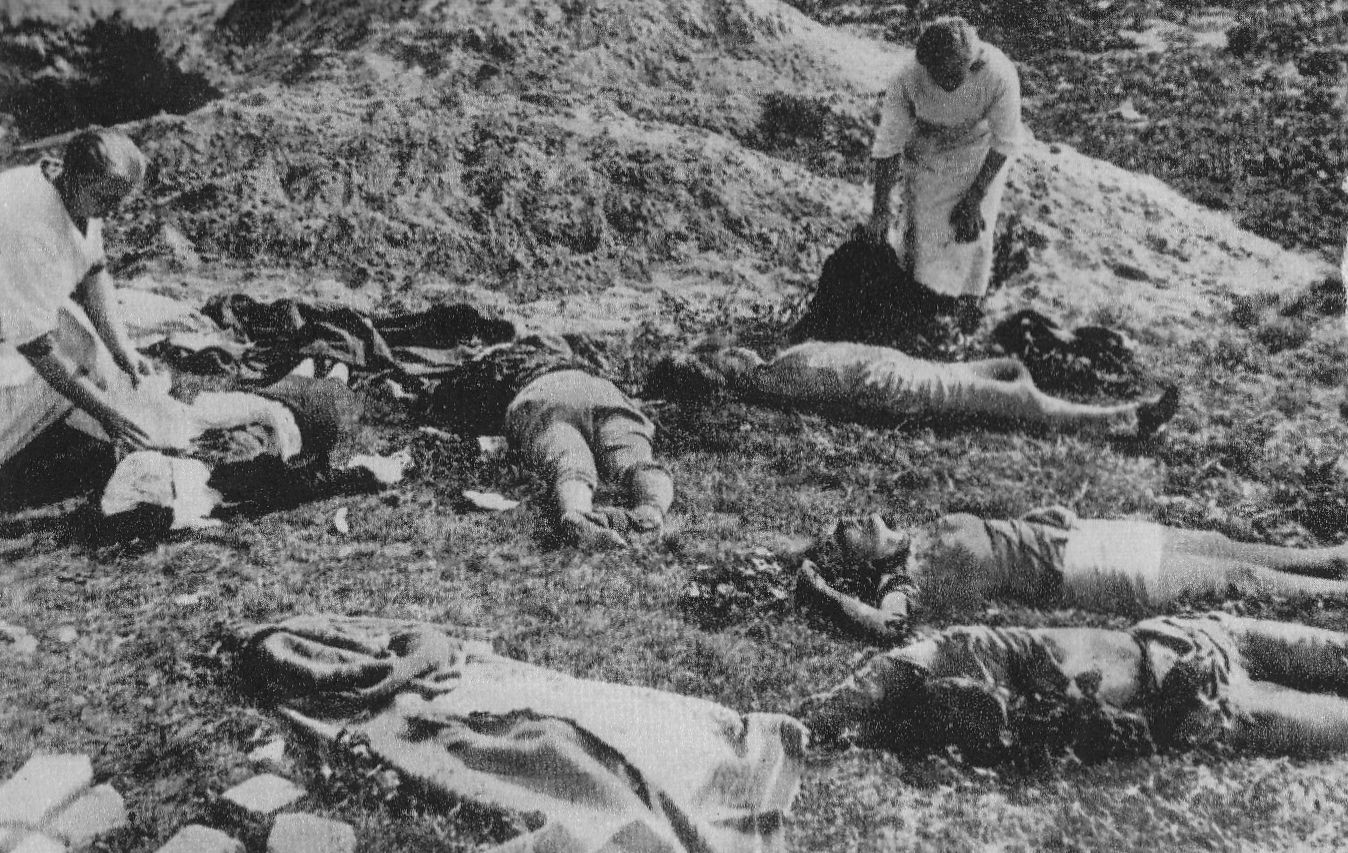
Victimes, rue Ostroróg.
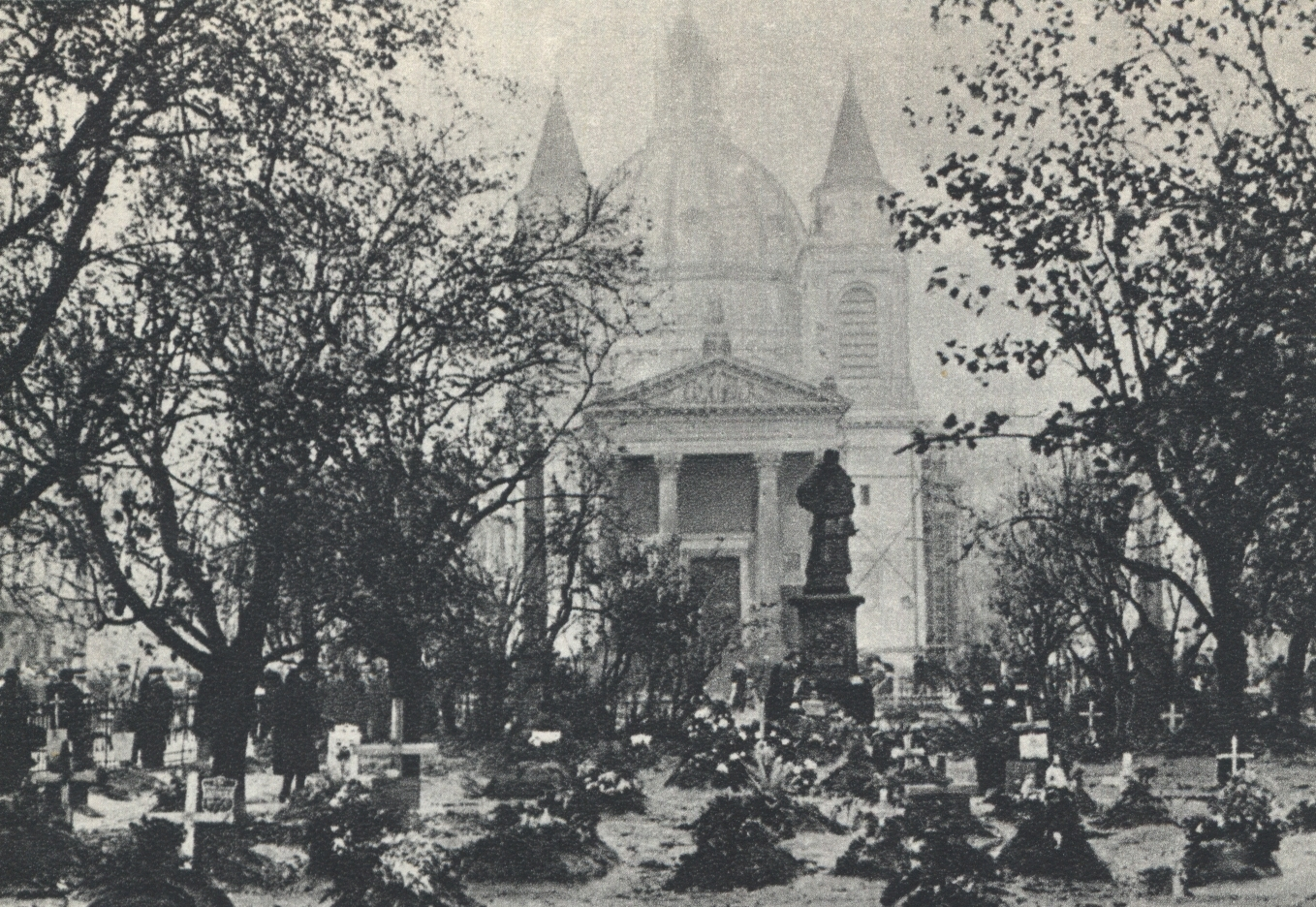
Cimetière provisoire sur la place de Trois Croix.

## Conséquences
Avec la prise de la capitale polonaise, 102 000 soldats sont faits prisonniers et 16 000 blessés sont capturés. 25 000 civils sont morts, 50 000 sont blessés. 12 % de la ville est détruite. Malgré la capitulation, la forteresse de Modlin continue la lutte, mais, dès le lendemain, les défenseurs rendent les armes. Le 30 septembre, les prisonniers polonais de Varsovie sont transférés dans les camps de prisonniers de guerre en Allemagne et le jour suivant l'Occupation nazie commence.

## Poursuites des combats dans le pays
À l'Est, dans le secteur de Szack, le Corps de protection des frontières polonais (KOP) de Wilhelm Orlik-Rückemann lance une contre-offensive contre les Soviétiques le 28 septembre. La bataille de Szack prend fin le soir même, résultant en une victoire tactique polonaise malgré l'arrivée de renforts soviétiques.
La région fortifiée de Hel est la dernière place forte de l'armée polonaise à se rendre aux Allemands le 2 octobre. Défendue par 2 000 soldats polonais, elle a tenu un mois face à l'envahisseur allemand.
Dans le secteur de Kock, près de Lublin, la 13e division d'infanterie motorisée allemande est surprise par le Groupe opérationnel indépendant de Polésie du général Franciszek Kleeberg qui flanque les fantassins à l’aide de sa cavalerie. La bataille de Kock (le dernier acte de la guerre défensive de la Pologne) dure quatre jours. Ce n'est que le 6 octobre que des renforts allemands vont venir à bout des soldats polonais, qui capitulent à court de munitions, de moyens de transport et de ravitaillement.

## Et à l'étranger
Pour autant, la Pologne ne capitule pas. Son gouvernement en exil, d'abord en France puis en Angleterre, et l'état polonais qui se forme sous l'occupation allemande dans la clandestinité poursuivent le combat durant toute la guerre.